# Friedrich von Arnoldi (General, 1849)
Friedrich Paul Adolf Jerome von Arnoldi (* 30. Juni 1849 in Wiesbaden; † 25. Juni 1907 in Zoppot) war ein preußischer Generalleutnant.

## Leben

### Herkunft
Friedrich war ein Sohn des gleichnamigen preußischen Generalleutnants Friedrich von Arnoldi (1818–1910) und dessen Ehefrau Wilhelmine, geborene Fischer (1818–1898). Sein Urgroßvater Johannes von Arnoldi war am 2. Juni 1803 durch Kaiser Franz II. in den erblichen Reichsadelsstand erhoben worden.

### Militärkarriere
Nach dem Besuch des Gymnasiums und der nassauischen Militärschule in Wiesbaden wurde Arnoldi am 20. April 1867 – Nassau war inzwischen von Preußen annektiert worden – als Dreijährig-Freiwilliger mit Aussicht auf Beförderung im Niederrheinischen Füsilier-Regiment Nr. 39 der Preußischen Armee angestellt. Von Ende Februar bis Mitte Dezember 1868 absolvierte er die Kriegsschule in Hannover und avancierte Anfang Februar 1869 mit der Versetzung in das Ostpreußische Füsilier-Regiment Nr. 33 zum Sekondeleutnant. Mit diesem Verband nahm er 1870/71 am Krieg gegen Frankreich teil und erhielt für sein Verhalten das Eiserne Kreuz II. Klasse.
Nach dem Vorfrieden von Versailles fungierte Arnoldi als Adjutant und untersuchungsführender Offizier des I. Bataillons, wurde Mitte Juni 1876 Regimentsadjutant und stieg Ende April 1877 zum Premierleutnant auf. Unter Stellung à la suite des 2. Posenschen Infanterie-Regiments Nr. 19 war er von Mitte Juli 1883 bis Ende April 1884 als Adjutant der 6. Infanterie-Brigade in Stettin kommandiert. Anschließend versah er als Hauptmann und Chef der 4. Kompanie seinen Dienst im Regiment. Während eines Kommandos als Adjutant beim Generalkommando des XIV. Armee-Korps erhielt Arnoldi am 19. September 1891 den Charakter als Major und drei Monate später das Patent zu seinem Dienstgrad. Unter Entbindung von diesem Kommando wurde er am 14. September 1893 als Kommandeur des I. Bataillons in das 1. Badische Leib-Grenadier-Regiment Nr. 109 versetzt. Daran schloss sich vom 27. Januar 1898 bis zum 21. Mai 1900 eine Verwendung als etatsmäßiger Stabsoffizier im 2. Garde-Regiment zu Fuß sowie die zwischenzeitliche Beförderung zum Oberstleutnant an. Anschließend beauftragte man Arnoldi zunächst mit der Führung des Königs-Infanterie-Regiment Nr. 145 in Metz und ernannte ihn am 18. August 1900 unter Beförderung zum Oberst zum Regimentskommandeur. In dieser Stellung zeichnete ihn sein Regimentschef, der italienische König Viktor Emanuel III., mit dem Komtur des Ordens der Heiligen Mauritius und Lazarus sowie dem Großoffizierskreuz des Ordens der Krone von Italien aus. Am 10. März 1904 wurde Arnoldi mit der Führung der ebenfalls in Metz stationierten 69. Infanterie-Brigade beauftragt und am 17. Mai 1904 als Generalmajor zum Brigadekommandeur ernannt. In Würdigung seiner Verdienste erhielt er den Roten Adlerorden II. Klasse mit Eichenlaub sowie den Kronenorden II. Klasse. Unter Verleihung des Charakters als Generalleutnant wurde Arnoldi am 18. Mai 1897 in Genehmigung seines Abschiedsgesuches mit Pension zur Disposition gestellt. Er verstarb kurz darauf an einem Herzschlag in Zoppot.

### Familie
Arnoldi verheiratete sich am 20. Oktober 1881 in Sobbiowitz mit Bertha Hagen (1860–1898). Aus der Ehe gingen folgende Kinder hervor:
- Fritz (* 1882), preußischer Major[1]
- Thekla (* 1884)
- Ilse (* 1886)